# Sołniecznodolsk
Sołniecznodolsk – osiedle typu miejskiego w Rosji, w Kraju Stawropolskim. W 2010 roku liczyło 12 137 mieszkańców.